# أنطوان الدويهي (لاعب كرة قدم)
أنطوان قبلان قنيعر الدويهي (من مواليد 18 مارس 1999) هو لاعب كرة قدم لبناني يلعب كحارس مرمى لنادي السلام زغرتا والمنتخب اللبناني.

## مهنة دولية
مثل لبنان دوليًا في مستويين تحت 19 عامًا وتحت 23 عامًا، وكان قائد فريق تحت 19 عامًا في تصفيات بطولة آسيا تحت 19 سنة 2018 التي أقيمت في قطر.

## الإحصائيات

### الدولية
| الفريق الوطني | سنة     | الظهور | الأهداف |
| ------------- | ------- | ------ | ------- |
| لبنان         | 2023    | 1      | 0       |
| المجموع       | المجموع | 1      | 0       |

## روابط خارجية
- أنطوان الدويهي (لاعب كرة قدم) على موقع قاعدة بيانات كرة القدم.إي يو (الإنجليزية)
- أنطوان الدويهي (لاعب كرة قدم) على موقع Soccerway.com (الإنجليزية)